# 上切町 (豊田市)
上切町（かみぎりちょう）は、愛知県豊田市の地名。

## 地理

### 交通
- 愛知県道19号土岐足助線

### 施設
- 上切白山神社

## 歴史

### 沿革
- 寛正年間(1460～1466年)、三河国加茂郡市場城主の小原鱸(鈴木)氏の鱸藤五郎親信が、足助荘野原郷を、領地を隣接する明知遠山氏へ娘を嫁がせる際に化粧料として美濃国恵那郡に割譲した。
- 江戸時代 - 一色村、上切村、上中切村、下中切村、下切村、島崎村は美濃国恵那郡であり、旗本の明知遠山氏の知行所であった。
- 明治6年(1873年) 一色村、上切村、上中切村、下中切村、下切村、島崎村が合併し、岐阜県恵那郡野原村が発足。
- 明治22年（1889年）7月1日 - 野原村、浅谷村、横通村が合併し、岐阜県恵那郡三濃村が発足。
- 昭和30年（1955年）4月1日 - 三濃村の一部の（旧・野原村、浅谷村）が愛知県東加茂郡旭村に編入された。
- 平成17年（2005年）4月1日 - 東加茂郡旭町上切が合併に伴い、豊田市上切町となる[WEB 6]。

### 人口の変遷
国勢調査による人口および世帯数の推移。
| 1995年（平成7年）  | 38世帯 138人 |  |
| 2000年（平成12年） | 37世帯 123人 |  |
| 2005年（平成17年） | 33世帯 105人 |  |
| 2010年（平成22年） | 34世帯 96人  |  |
| 2015年（平成27年） | 33世帯 75人  |  |
| 2020年（令和2年）  | 30世帯 68人  |  |

### WEB
1. 1 2  総務省統計局 (2022年2月10日). “令和2年国勢調査の調査結果(e-Stat) - 男女別人口，外国人人口及び世帯数－町丁・字等” (CSV). 2023年8月2日閲覧。
2. ↑  “愛知県豊田市の町丁・字一覧”.   人口統計ラボ. 2024年2月26日閲覧。
3. ↑  “読み仮名データの促音・拗音を小書きで表記するもの(zip形式) 愛知県” (zip).   日本郵便 (2024年2月29日). 2024年3月26日閲覧。
4. ↑  “市外局番の一覧” (PDF).   総務省 (2022年3月1日). 2022年3月22日閲覧。
5. ↑  “ナンバープレートについて”.   一般社団法人愛知県自動車会議所. 2024年1月21日閲覧。
6. ↑  “愛知県豊田市の郵便番号一覧”.   日本郵便. 2024年2月29日閲覧。
7. ↑  総務省統計局 (2014年3月28日). “平成7年国勢調査の調査結果(e-Stat) - 男女別人口及び世帯数 －町丁・字等” (CSV). 2021年7月20日閲覧。
8. ↑  総務省統計局 (2014年5月30日). “平成12年国勢調査の調査結果(e-Stat) - 男女別人口及び世帯数 －町丁・字等” (CSV). 2021年7月20日閲覧。
9. ↑  総務省統計局 (2014年6月27日). “平成17年国勢調査の調査結果(e-Stat) - 男女別人口及び世帯数 －町丁・字等” (CSV). 2021年7月21日閲覧。
10. ↑  総務省統計局 (2012年1月20日). “平成22年国勢調査の調査結果(e-Stat) - 男女別人口及び世帯数 －町丁・字等” (CSV). 2021年7月21日閲覧。
11. ↑  総務省統計局 (2017年1月27日). “平成27年国勢調査の調査結果(e-Stat) - 男女別人口及び世帯数 －町丁・字等” (CSV). 2021年7月21日閲覧。